# Un ennemi du peuple (film, 1989)
Cet article concerne le film de Satyajit Ray. Pour le film de George Schaefer, voir Un ennemi du peuple.
Pour les articles homonymes, voir Un ennemi du peuple.
Pour plus de détails, voir Fiche technique et Distribution.
Un ennemi du peuple (Ganashatru) est un film indien réalisé par Satyajit Ray, en 1989.

## Synopsis
Un ennemi du peuple est une adaptation de la pièce d'Ibsen du même nom. Le docteur Ashoke Gupta (Soumitra Chatterjee) s’aperçoit que les cas de jaunisse sont en augmentation dans sa ville de Chandipur. Il fait faire des analyses, qui montrent que la maladie se répand par l’eau bénite distribuée dans le temple de la ville. Or le temple fait venir de nombreux pèlerins à Chandipur et est au cœur de l’économie de la ville. Le fondateur du temple ne veut pas admettre que de l’eau sacrée puisse contenir des bactéries dangereuses. Lorsque le docteur Gupta décide de publier ses découvertes dans le journal local, le maire de la ville, qui n’est autre que son propre frère, s'y oppose puis cherche à le discréditer en mettant en avant le fait qu’il n’est pas un hindou pratiquant.

## Fiche technique
- Titre : Un ennemi du peuple
- Titre original : Ganashatru
- Réalisation : Satyajit Ray
- Scénario : Satyajit Ray d'après la pièce de théâtre Un ennemi du peuple de Henrik Ibsen
- Production : Ravi Malik
- Musique : Satyajit Ray
- Photographie : Barun Raha
- Montage : Dulal Dutta
- Décors : Ashoke Bose
- Format : Couleur - 35 mm - Son : mono
- Durée : 99 minutes
- Langue : Bengali
- Pays :  Inde
- Budget : USD
- Dates de sortie : 
  -  Norvège : 1998
  -  Indonésie : 6 novembre 2000 au festival international du film de Jakarta

## Distribution
- Satya Banerjee
- Dhritiman Chatterjee : Nishrith Gupta
- Soumitra Chatterjee : Dr. Ashok Gupta
- Subhendu Chatterjee : Biresh
- Dipankar Dey : Haridas Bagghi
- Vishwa Guha Takurta : Ranen Haldar
- Ruma Guha Thakurta : Maya Gupta
- Manoj Mitra
- Gobinda Mukherjee
- Mamata Shankar : Indrani Gupta
- Rajaram Yagnik